# Abraham Laboriel
 (septembre 2023).
La mise en forme du texte ne suit pas les recommandations de Wikipédia : il faut le « wikifier ».
Les points d'amélioration suivants sont les cas les plus fréquents. Le détail des points à revoir est peut-être précisé sur la page de discussion.
- Les titres sont pré-formatés par le logiciel. Ils ne sont ni en capitales, ni en gras.
- Le texte ne doit pas être écrit en capitales (les noms de famille non plus), ni en gras, ni en italique, ni en « petit »…
- Le gras n'est utilisé que pour surligner le titre de l'article dans l'introduction, une seule fois.
- L'italique est rarement utilisé : mots en langue étrangère, titres d'œuvres, noms de bateaux, etc.
- Les citations ne sont pas en italique mais en corps de texte normal. Elles sont entourées par des guillemets français : « et ».
- Les listes à puces sont à éviter, des paragraphes rédigés étant largement préférés. Les tableaux sont à réserver à la présentation de données structurées (résultats, etc.).
- Les appels de note de bas de page (petits chiffres en exposant, introduits par l'outil «  Source ») sont à placer entre la fin de phrase et le point final[comme ça].
- Les liens internes (vers d'autres articles de Wikipédia) sont à choisir avec parcimonie. Créez des liens vers des articles approfondissant le sujet. Les termes génériques sans rapport avec le sujet sont à éviter, ainsi que les répétitions de liens vers un même terme.
- Les liens externes sont à placer uniquement dans une section « Liens externes », à la fin de l'article. Ces liens sont à choisir avec parcimonie suivant les règles définies. Si un lien sert de source à l'article, son insertion dans le texte est à faire par les notes de bas de page.
- La présentation des références doit suivre les conventions bibliographiques. Il est recommandé d'utiliser les modèles {{Ouvrage}}, {{Chapitre}}, {{Article}}, {{Lien web}} et/ou {{Bibliographie}}. Le mode d'édition visuel peut mettre en forme automatiquement les références.
- Insérer une infobox (cadre d'informations à droite) n'est pas obligatoire pour parachever la mise en page.

Pour une aide détaillée, merci de consulter Aide:Wikification.
Si vous pensez que ces points ont été résolus, vous pouvez retirer ce bandeau et améliorer la mise en forme d'un autre article.
Abraham Laboriel López Sr. (né le 17 juillet 1947) est un bassiste américano-mexicain qui a joué sur plus de 4 000 enregistrements et bandes originales. Le magazine Guitar Player l'a présenté comme « le bassiste de session le plus utilisé de notre temps »,. Laboriel est le père du batteur Abraham Laboriel Junior et du producteur, auteur-compositeur et compositeur de films Mateo Laboriel. Il est classé au quarante-deuxième rang sur la liste du magazine Bass Player des « 100 plus grands bassistes de tous les temps ».

## Biographie
Laboriel est le père du batteur Abraham Laboriel Junior et du producteur, auteur-compositeur et compositeur de films Mateo Laboriel.
Il est classé no 42 dans la liste des "100 plus grands bassistes de tous les temps" établie par le magazine Bass Player.
Laboriel est né à Mexico. Son frère est le chanteur de rock mexicain Johnny Laboriel. Leurs parents étaient des immigrants garifuna du Honduras.
Guitariste de formation classique, il est passé à la guitare basse pendant ses études au Berklee College of Music. Henry Mancini a encouragé Laboriel à s'installer à Los Angeles, en Californie, pour poursuivre une carrière d'enregistrement.
Laboriel a été un membre fondateur du groupe Koinonia, avec lequel il a enregistré quatre albums.
En outre, Laboriel a enregistré plusieurs albums en solo sur lesquels il a recruté une équipe de musiciens comprenant Alex Acuña, Al Jarreau, Jim Keltner, Phillip Bailey et Ron Kenoly notamment. Son fils Abraham Laboriel Junior y est le batteur[réf. nécessaire].
En 2005, Abraham a reçu un doctorat honorifique en musique du Berklee College of Music.
Laboriel est membre du groupe Open Hands avec Justo Almario (en), Greg Mathieson et Bill Maxwell.

## Discographie solo
- Dear Friends (1993)
- Gudium (1994)
- Live in Switzerland (2004)

## Collaborations
L'artiste intervient en collaboration de plus de 4000 enregistrements, incluant d'importants hits. Parmi les collaborations les plus mémorables se trouvent Manhattan Skyline (bande son de La Fièvre du samedi soir qui gagne un Grammy Awards en 1979), All Night Long avec Lionel Richie, Up Where We Belong avec Joe Cocker et Jennifer Warnes, Strut de Sheena Easton, He Gave Me Music de Reba Rambo, Renouncing the Renunciation (bande son du film Les Indestructibles 2).